# Aeroportul Colac
Aeroportul Colac (IATA: XCO, ICAO: YOLA) este un aeroport din Victoria, Australia.
Situat la o altitudine de 123 m, aeroportul dispune de o singură pistă.